# Tentazioni di sant'Antonio (Grünewald)
Le Tentazioni di Sant'Antonio sono un dipinto di Matthias Grünewald realizzato fra il 1512 e il 1516. Sono dipinte su una delle ante che costituiscono l'Altare di Isenheim conservato nel Musée d'Unterlinden a Colmar.

## L'opera
Il resoconto delle battaglie di Sant'Antonio abate contro il demonio ci viene narrato in questi termini dal vescovo Atanasio di Alessandria (che scrisse, avendolo conosciuto in vita, una biografia del santo anacoreta): «Il posto sembrò esser sconquassato da un terremoto, ed i demoni, quasi abbattessero le quattro mura del ricovero sembravano penetrare attraverso esse, ed apparire in forma di bestie e di cose striscianti. Il posto si riempì improvvisamente di forme di leoni, orsi, leopardi, tori, serpenti, aspidi, scorpioni, ed ognuna di esse si muoveva in accordo alla sua natura».

Si è giustamente osservato che le prediche sui demoni costituiscono «… un grandioso esempio di psicologia cristiana, in cui le intemperanze umane vengono descritte sotto forma di demoni richiamati dagli abissi dell'inconscio, una sorta di Freud ante litteram con la potenza di Dostoevskij.» (Louis Goosen, Dizionario dei santi, Bruno Mondadori, 2000)
Le immagini allucinate del resoconto di Atanasio sembrano aver ispirato direttamente la tavola di Grunewald, densa di caotico movimento e ricca di intense variazioni cromatiche, che vanno dai limpidi cieli e monti lontani, ai bagliori di un incendio nascosto dai ruderi di un rifugio ormai distrutto (richiamo iconograficamente obbligato, in tutta l'arte nordica, alla malattia del "fuoco di Sant'Antonio"), sino alle latebre dalle quali escono forme mostruose e demoniache. Ma – a differenza del racconto di Anastasio- esse non si "muovono in accordo alla loro natura", perché nel quadro nessuna bestia è riconoscibile: esse sono il prodotto di una immaginazione teratologica che è negazione dell'ordine naturale e diventa prova della presenza demoniaca nell'uomo. Nel sabba aggrovigliato di demoni che va all'assalto del povero eremita, non si riesce neppure a distinguere a quale ripugnante essere dalla testa mostruosa appartengano le braccia deformi, le zampe e gli artigli che si protendono verso il santo.
Vengono alla mente le immagini allucinate di Hieronymus Bosch; ma se queste – più ingegnosamente variegate - ci parlano di una lucida follia che ci invita a scoprire enigmi nascosti, quelle di Grunewald sono mera potenza diabolica, sonno della ragione. Tuttavia l'impressione provocata dal quadro rimane sospesa tra tragedia e commedia. In accordo con la popolare interpretazione della bonaria figura di Sant'Antonio, il dramma della tentazione si stempera vistosamente nella scena comica del povero eremita, dalla ingombrante tunica azzurra, trascinato per i capelli (quasi una citazione di un'opera grafica di Martin Schongauer), e dello strano pennuto che si scaglia su di lui brandendo un bastone, o in quella sorta di gallinaccio corazzato che morde la mano del sant'uomo.
A ben vedere il dramma sta tutto nella figura oscena del demone ( si vedono le ali e gli artigli al posto dei piedi) che si mostra al monaco sotto la forma di un povero malato, incappucciato di rosso, in primo piano sul lato sinistro della tavola. Il ventre gonfio, il corpo piagato dalla putredine di pustole e di bubboni, il demone-malato si torce in un dolore, reso più atroce dalla mancanza di speranza che qualcuno lo salvi dalle sue sofferenze. Non importa se il male che lo divora sia quello, dagli effetti terribili, del "fuoco di Sant'Antonio" (che i buoni monaci di Isenehim tentavano di curare) o sia quello, altrettanto immondo della sifilide. La figura dolente diventa la metafora della condizione di assoluta disperazione in cui l'uomo malato può precipitare. Chi altri, se non lui, può pronunciare le parole scritte sul cartiglio che si trova in basso sulla destra del quadro: Bone Jhesu, ubi eras, quare non affuisti ut sanares vulnera mea? (Buon Gesù, dov'eri, perché non venisti a sanare le mie ferite?).

## Particolari del dipinto

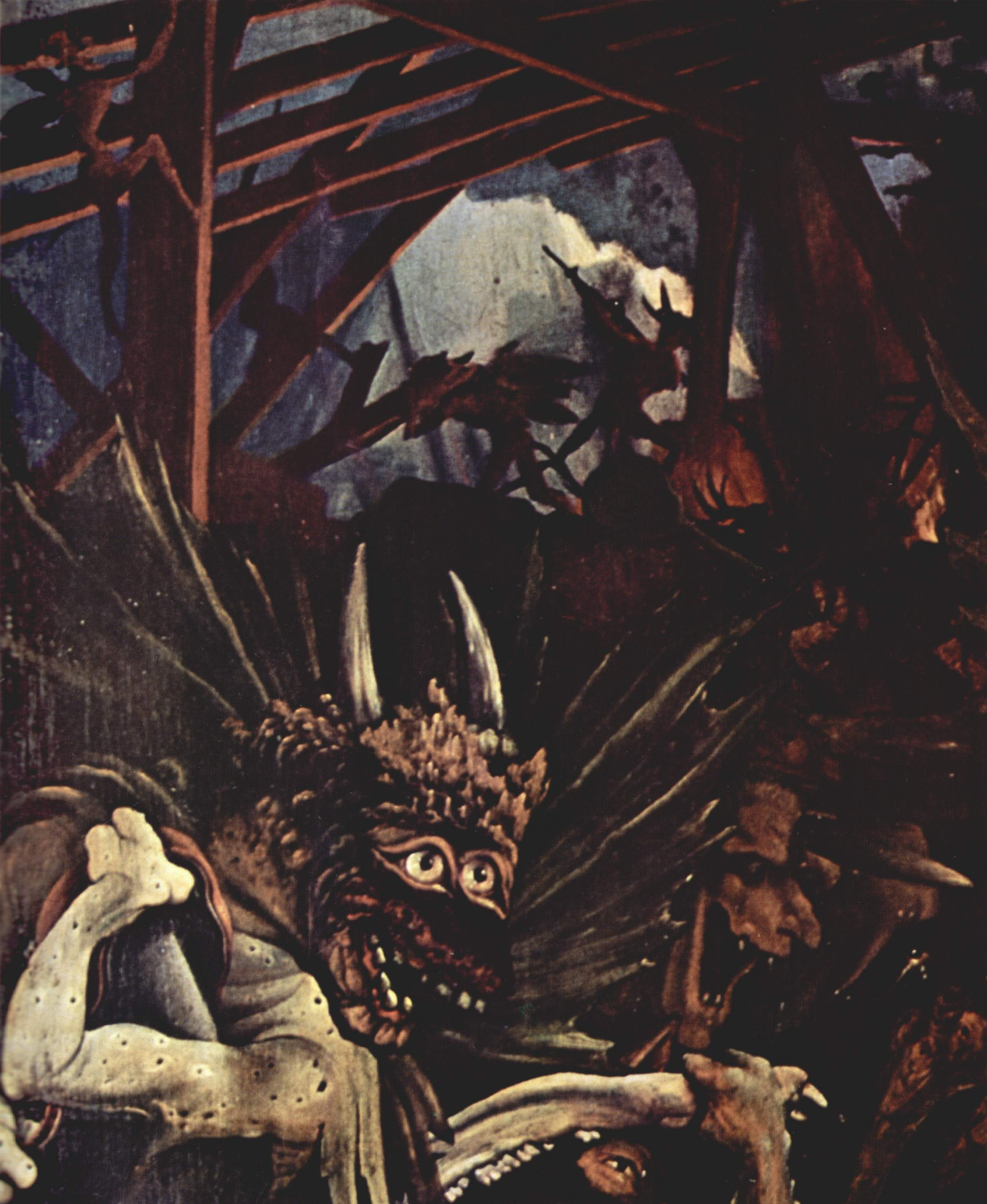
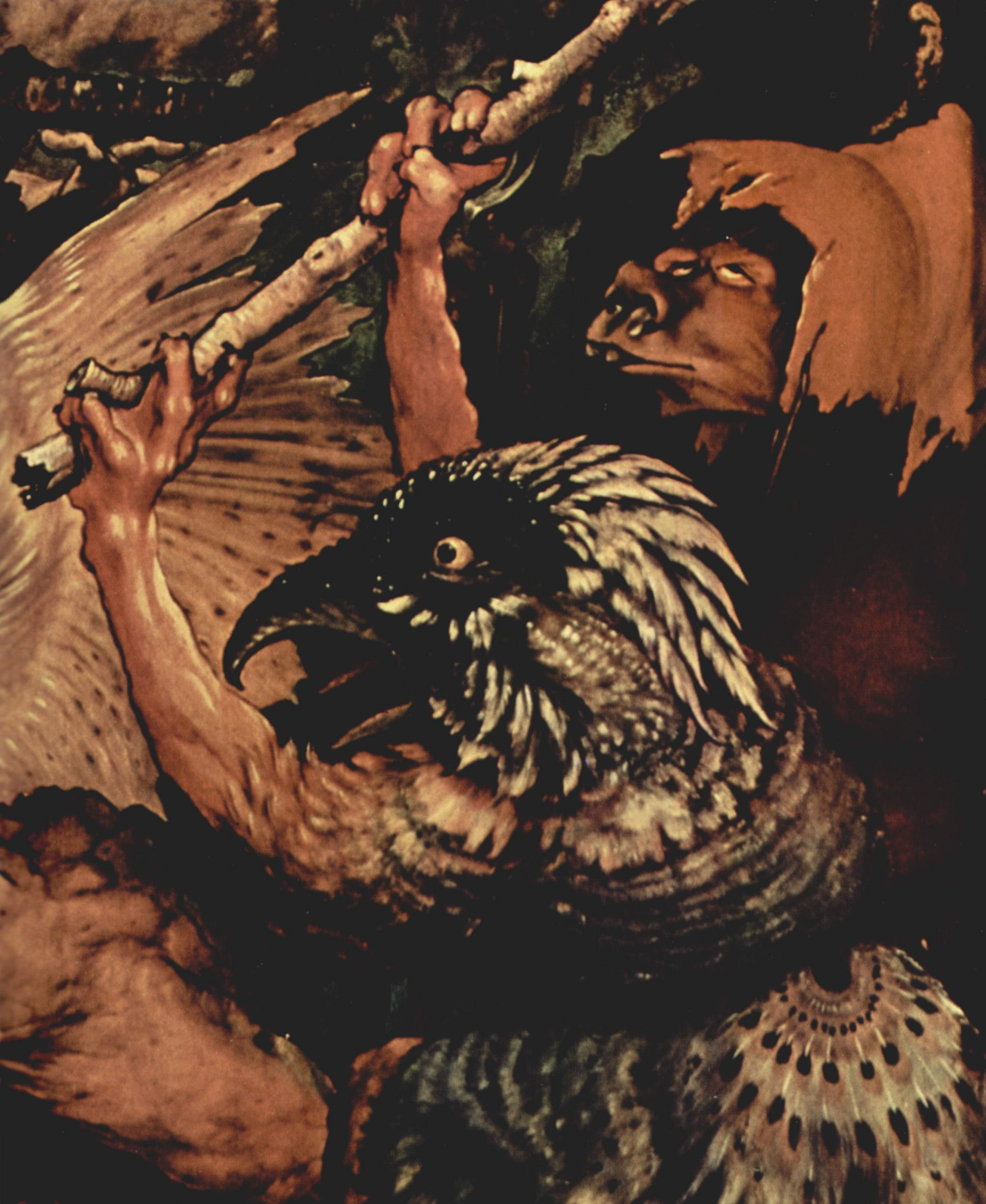
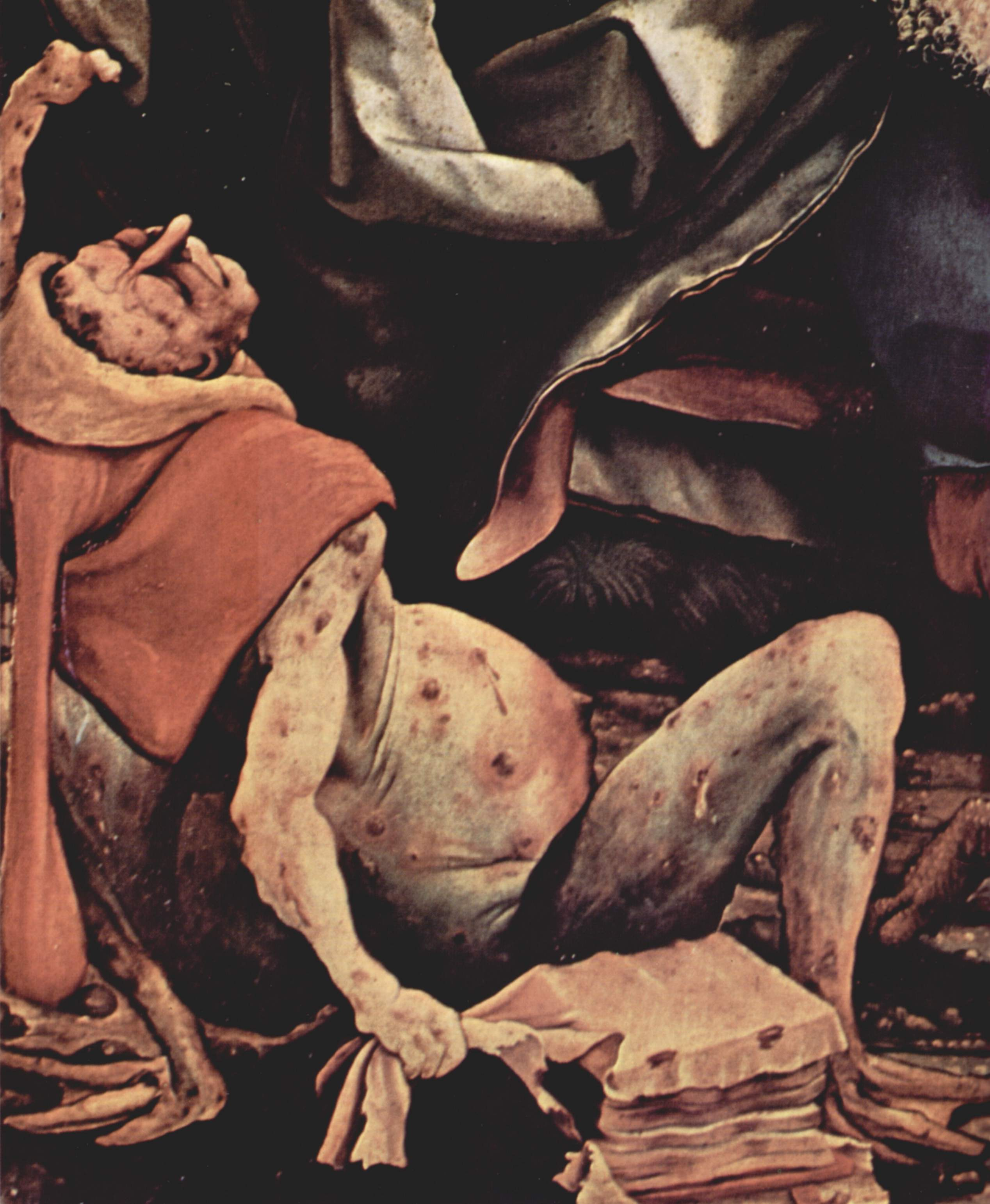